# SN 2011el
SN 2011el – supernowa typu Ia odkryta 1 sierpnia 2011 roku w galaktyce A030018+0549. W momencie odkrycia miała maksymalną jasność 17,80m.